# 제프리 디버
제프리 디버(영어: Jeffery Deaver, 1950년 5월 6일 ~ , 시카고)는 링컨 라임 시리즈로 유명한 미국의 범죄 소설 대가이다.

## 생애
1950년 미국 일리노이주 글렌 엘린에서 태어난 제프리 디버는 미주리 대학에서 언론학을 전공한 뒤 잠시 잡지사 기자로 근무하기도 하였다. 이후 법대에 진학해서 졸업한 뒤 41세까지 변호사로 근무하였다.
1997년에 발표한 《본 컬렉터》로 세계적인 명성을 얻기 시작하였는데, 이 작품을 통해 디버는 ‘링컨 라임’이라는 자신만의 캐릭터를 선보이게 된다. 《본 컬렉터》는 덴절 워싱턴과 앤젤리나 졸리 주연의 영화로 제작되기도 하였다.
그의 작품은 전 세계 25개 언어로 번역되어 150여 개국에서 출간되었다. ‘링컨 라임 시리즈’와 함께 캐트린 댄스를 주인공으로 한 ‘캐스린 댄스 시리즈’를 함께 선보이고 있다.
디버의 소설 중 영화로 제작된 작품은 다음의 세 작품이다.
- 《본 컬렉터》 (The Bone Collector 1999년)
- 《소녀의 무덤》 (The Maiden's Grave, TV영화, 1997년)
- 《악마의 눈물》 (The Devil's Teardrop, TV영화, 2010년)

## 장편소설
- 《돌원숭이》 (The Stone Monkey, 유소영 옮김, 랜덤하우스코리아, 전2권, 2006년)
- 《사라진 마술사》 (The Vanished Man, 유소영 옮김, 랜덤하우스코리아, 전2권, 2007년)
- 《12번째 카드》 (The Twelfth Card, 유소영 옮김, 랜덤하우스코리아, 전2권, 2007년)
- 《소녀의 무덤》 (A Maiden's Grave, 최필원 옮김, 비채, 2008년)
- 《콜드 문》 (The Cold Moon, 랜덤하우스코리아, 2008년)
- 《본 컬렉터》 (The Bone Collector, 유소영 옮김, 랜덤하우스코리아, 2009년, 합본으로 재출간)
- 《남겨진 자들》 (The Bodies Left Behind, 남명성 옮김, 시작, 2008년)
- 《코핀 댄서》 (The Coffin Dancer, 유소영 옮김, 랜덤하우스코리아, 2009년, 합본으로 재출간)
- 《곤충 소년》 (The Empty Chair, 유소영 옮김, 랜덤하우스코리아, 2009년, 합본으로 재출간)

## 단편소설/모음집
- 《21세기 서스펜스 컬렉션 1》 (제프리 디버, 존 패리스 외 지음, 에드 맥베인 엮음, 황금가지, 2008년)
- 《세계 서스펜스 걸작선 1》 (제프리 디버 엮음, 황금가지, 2005년)
- 《세계 서스펜스 걸작선 2》 (제프리 디버 엮음, 황금가지, 2005년)
- 《세계 서스펜스 걸작선 3》 (제프리 디버 엮음, 황금가지, 2005년)

## 링컨 라임 (Lincoln Rhyme) 시리즈
- The Bone Collector (1997)
- The Coffin Dancer (1998)
- The Empty Chair (2000)
- The Stone Monkey (2002)
- The Vanished Man (2003)
- The Twelfth Card (2005) (Ron Pulaski is introduced in this novel)
- The Cold Moon (2006) (Kathryn Dance is introduced in this novel)
- The Broken Window (2008)
- The Burning Wire (2012)

## 캐트린 댄스 (Kathryn Dance) 시리즈
- 《잠자는 인형》(The Sleeping Doll, 최필원 옮김, 비채, 2010년)
- 《도로변 십자가》(Roadside Crosses, 최필원 옮김, 비채, 2012년)
- 《XO》(XO, 이나경 옮김, 비채, 2017년)